# Lactifluus piperatus
Lactifluus piperatus (Carl von Linné, 1753 ex Henri François Anne de Roussel, 1806), sin. Lactarius piperatus (Carl von Linné, 1753 ex Christian Hendrik Persoon, 1797), este o specie de ciuperci comestibile din încrengătura Basidiomycota în familia Russulaceae și de genul Lactifluus, denumită în popor lăptucă iute sau iuțar. Acest burete coabitează, fiind un simbiont micoriza (formează micorize pe rădăcinile arborilor). În România, Basarabia și Bucovina de Nord crește în șiruri sau cercuri mari, preferând locuri umede în păduri de conifere, mai ales sub pini și molizi, precum și în cele foioase, pe lângă fagi și stejari, de la câmpie la munte, din iunie până la sfârșitul lui octombrie.

## Taxonomie

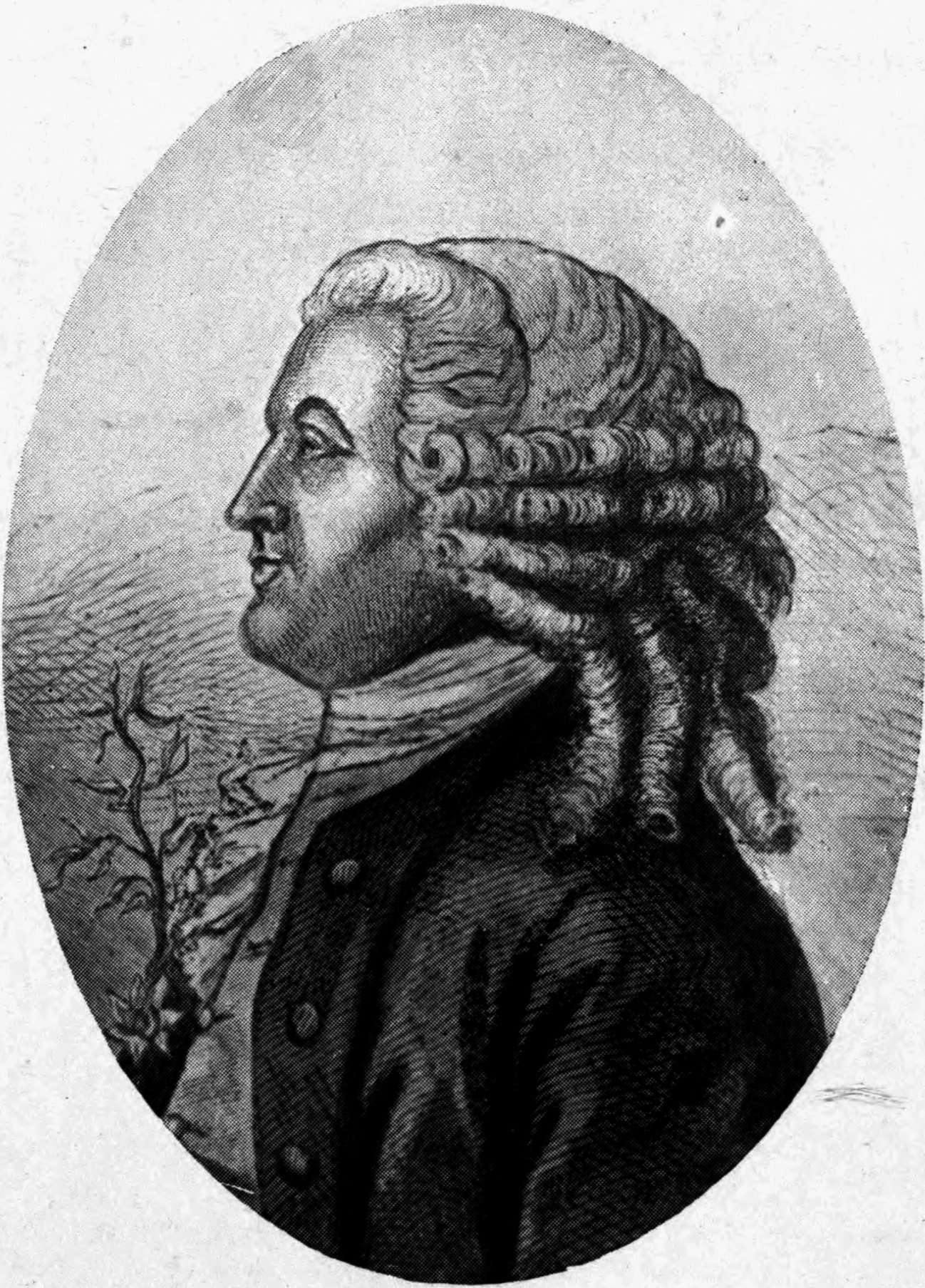
Carl von Linné

În anul 1753, buretele a fost descris oficial pentru prima dată de Carl von Linné în volumul a 2-lea al operei sale, Species Plantarum ca Agaricus piperatus.
Deja în anul 1772, naturalistul italian Giovanni Antonio Scopoli i-a dat numele Galorrheus piperatus, sancționat de micologul german Paul Kummer în cartea sa, Der Führer in die Pilzkunde: Anleitung zum methodischen, leichten und sicheren Bestimmen der in Deutschland vorkommenden Pilze mit Ausnahme der Schimmel- und allzu winzigen Schleim- und Kern-Pilzchen din 1871, nume binomial care nu s-a impus.
Compatriotul lui Linné, Christian Hendrik Persoon, a redenumit specia o a doua oară sub numele actual (2018), Lactarius volemus, în cartea sa, Tentamen dispositionis methodicae Fungorum in classes, ordines, genera et familias, editată în anul 1797.
În sfârșit, găsim taxonul Lactarius piperatus al lui Persoon ca Lactifluus piperatus pentru lăptuca iute la savantul francez Henri François Anne de Roussel (1748-1812) în cartea sa, Flore du Calvados et des terreins adjacens, composée suivant la méthode de M. Jussieu, comparée avec celle de Tournefort et de Linné din 1806. Această denumire a fost considerată ulterior pentru mult timp numai sinonim al lui Lactarius piperatus, dar a fost preluată de un grup de micologi, confirmând specia ca gen separat din cauza filogeniei ei moleculare în 2010. Apoi soiul a fost rearanjat taxonomic în cadrul familiei Russulaceae. Discuția pare terminată. Lactarius piperatus este aceptat sinonim și apare încă în cele mai multe cărți micologice. 
Celelalte sinonime, printre altele, Agaricus acris al lui Pierre Bulliard, din 1785, pot fi neglijate.

## Descriere

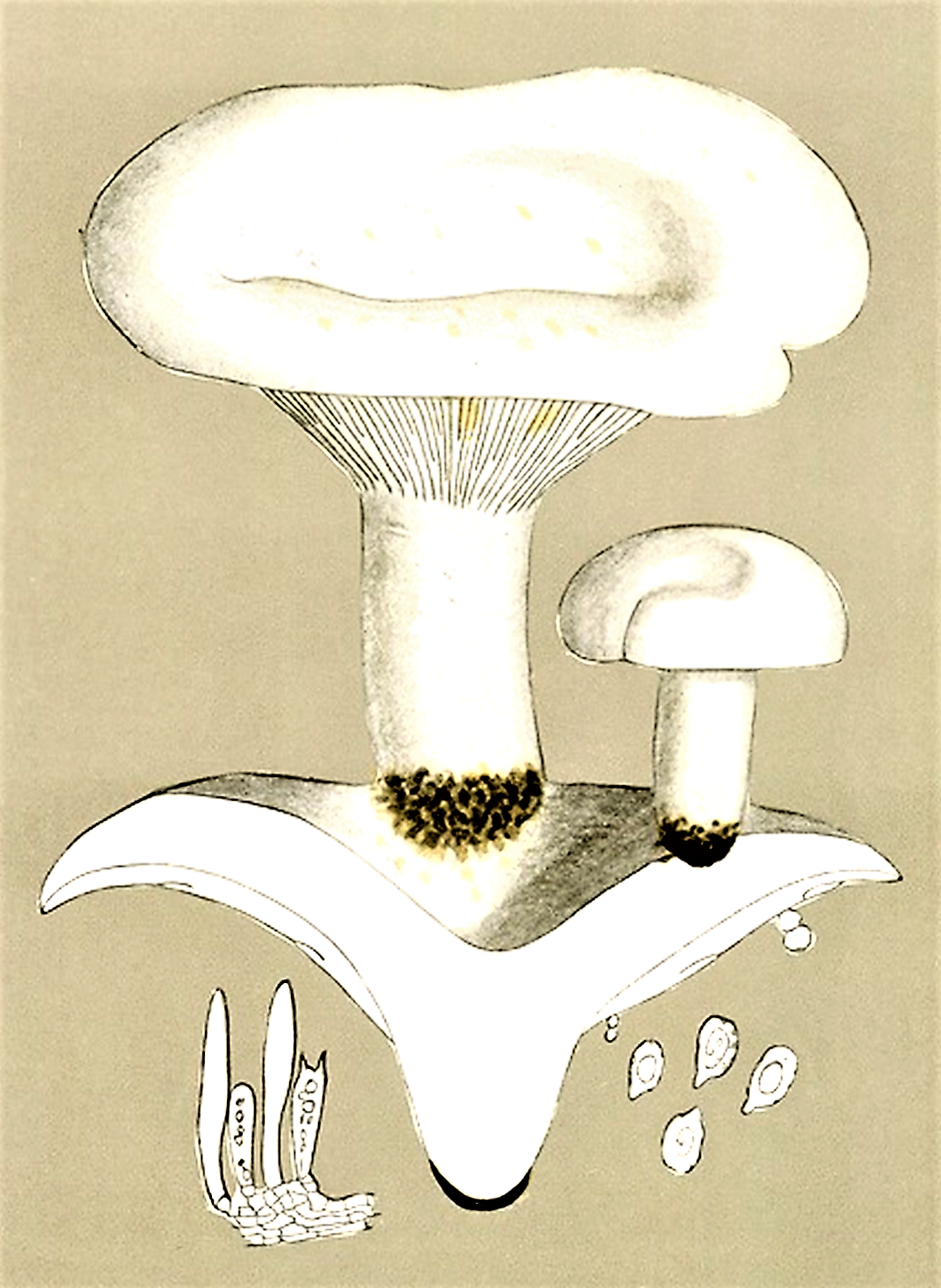
Bres.: Lactarius piperatus

- Pălăria: are un diametru de 7-17 (20) cm, este albă, cărnoasă, inițial convexă și cu marginea răsfrântă spre picior, apoi din ce în ce mai plată și la deplină maturitate ia formă de pâlnie, fiind atunci ondulată la margine, dezvoltând acolo lobi. Cuticula este netedă, mată și uscată și crapă la secete. Coloritul este alb ca zăpada sau ca fildeșul, câteodată pătat maroniu.
- Lamelele: sunt foarte dese și înguste, nu prea înalte, câteodată despicate, în tinerețe aderate la picior și în bătrânețe decurente de-a lungul lui. Ele sunt de culoare alb-gălbuie cu pete gri-verzui până la albăstrui.
- Piciorul: are o înălțime de 4-7 (10) cm și o lățime de 2-3,5 cm, în cele mai multe cazuri scurt în relație cu pălăria, fiind bont, puternic și dur, cilindric, precum și ușor subțiat la bază, cu suprafață netedă și uneori ceva zgrunțuroasă. Culoarea este albă, căpătând cu timpul deseori nuanțe palid verzui sau chiar roșiatice.
- Carnea: este albă, tare, compactă și fragilă, tinzând să se pigmenteze într-un verzui palid. Mirosul este ușor aromatic și gustul, destul de iute, având obiceiul să devină ceva amar la bătrânețe. Iuțirea provine de la alcaloidul unei rășini numite piperină.
- Laptele: conține mult suc alb și lipicios care se decolorează în timpul uscării verzui.
- Caracteristici microscopice: are spori ovoidali și verucoși, niciodată reticulați, cu o mărime de 8-9,5 x 5,5-7 microni. Pulberea lor este albicioasă.[3][4]
- Reacții chimice: Buretele se colorează cu anilină sau fenol repede purpuriu, cu formaldehidă după câtva timp violet, cu guaiacol imediat mov, apoi purpuriu, în sfârșit negricios, cu sulfat de fier  repede roșu de carne și cu tinctură de Guaiacum rapid albastru-verzui.[9][10]

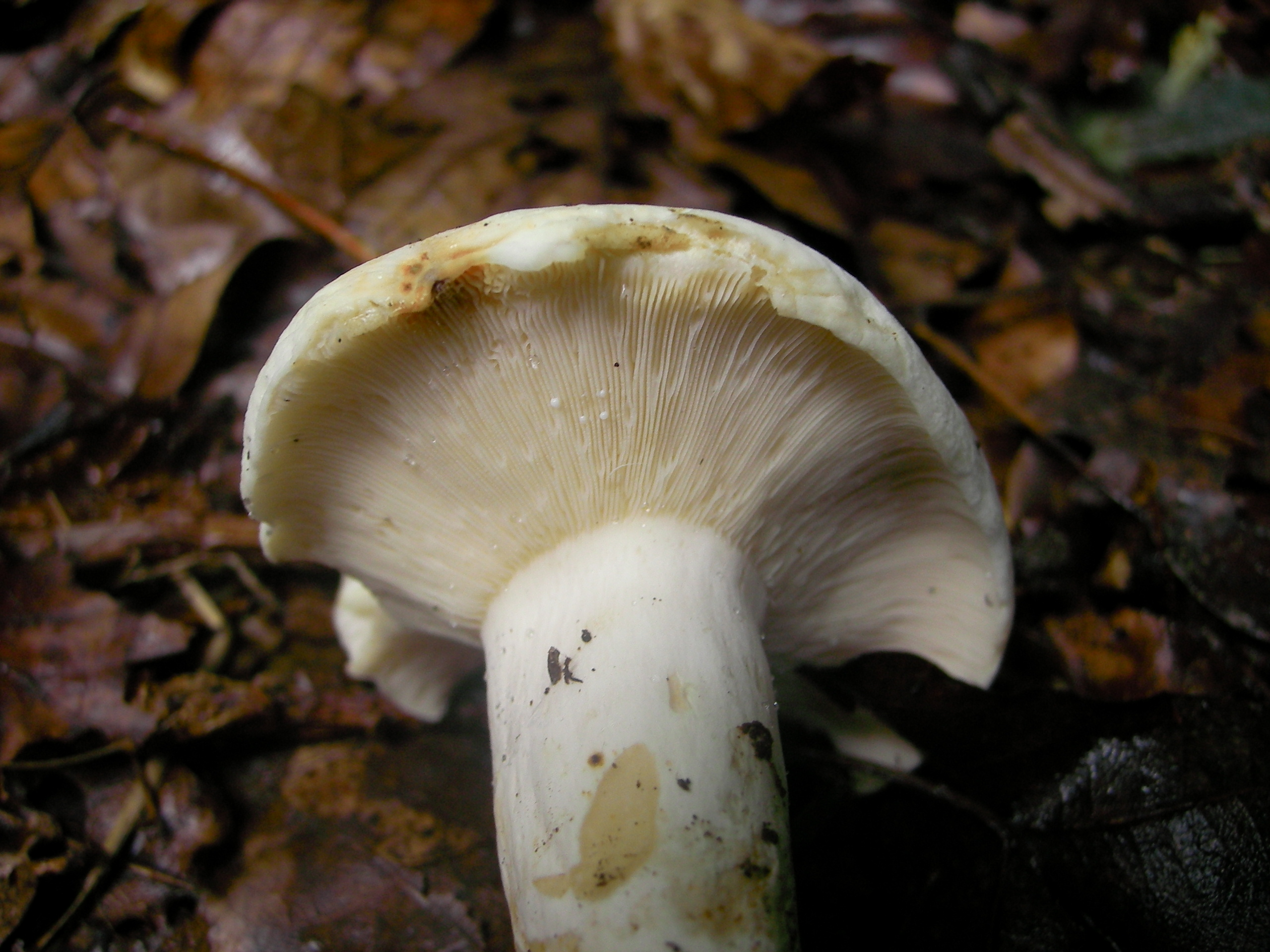
L. piperatus, lamele și lapte
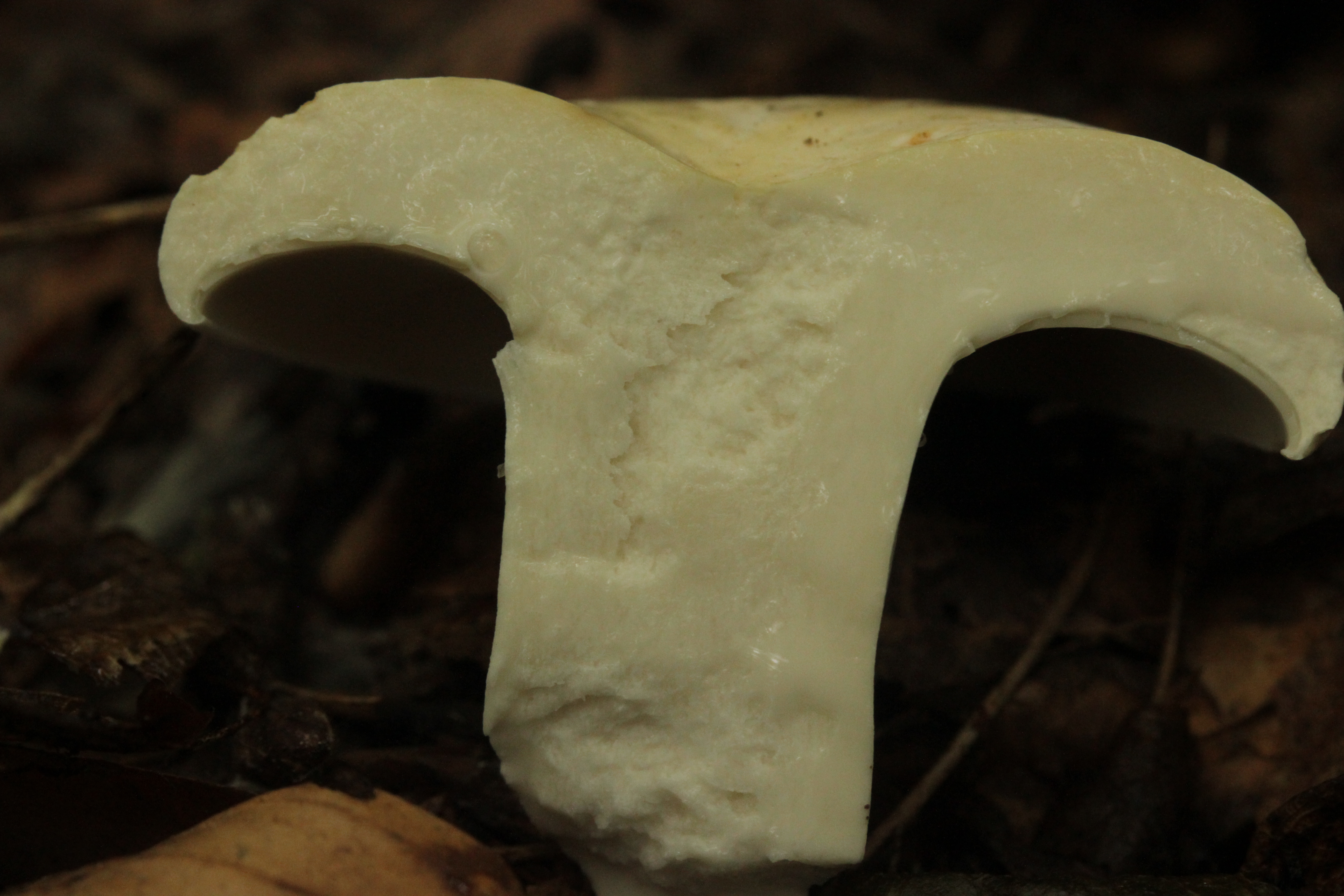
L. piperatus, secțiune longitudinală
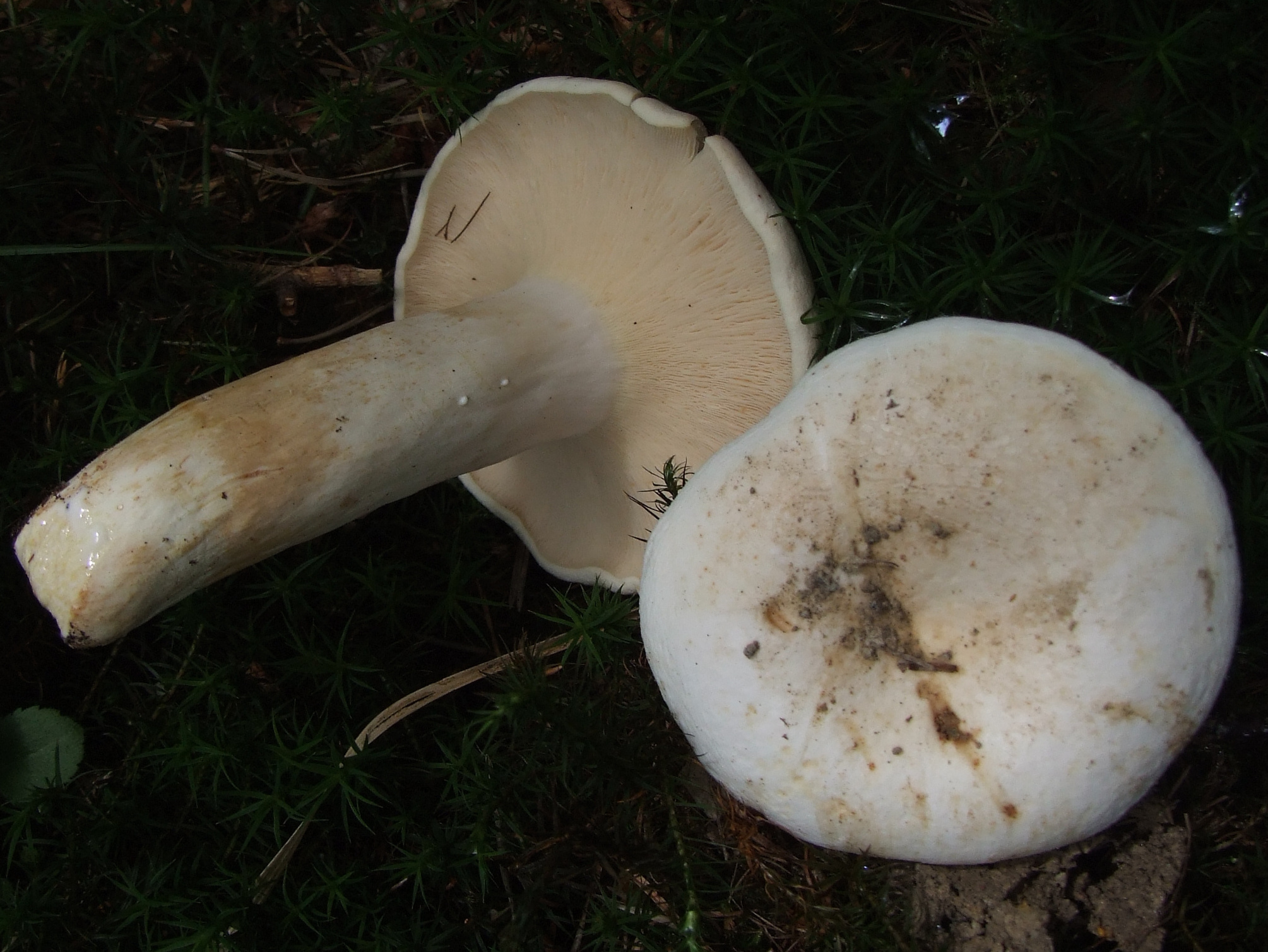
L. piperatus tineri
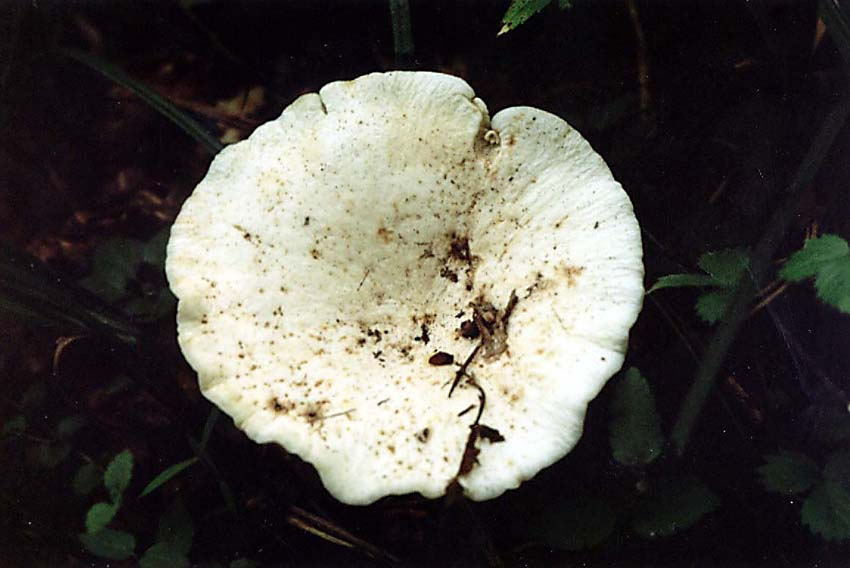
L. piperatus bătrân

## Confuzii
Cel mai ușor, buretele poate fi confundat cu geamănul său, Lactarius vellereus (necomestibil, foarte iute, amar și zgârcind, lamele mai depărtate deseori bifurcate, cuticulă lânos-împâslită), sau cu Lactarius pubescens (otrăvitor, extrem de iute, se dezvoltă în afară de păduri prin iarbă sub mesteceni, cu cuticulă albicioasă până la palid roz, marginea piciorului fiind neregulat ondulată și pletoasă cu franjuri, miros de mușcată).
Dacă se iau în considerare mărimea, iuțimea și laptele alb ale acestei ciuperci, ea poate fi confundată numai cu puține alte specii relativ inofensive, de exemplu: Lactarius controversus (necomestibil, fiind extrem de iute, crește sub plopi sau anini, pălărie cu zone roz, lamele cu benzi palid-roșiatice), Lactarius glaucescens, sin. Lactarius pergamenus (comestibil, dar iute, se dezvoltă numai în păduri de foioase, mai mic și subțire, se decolorează după tăiere gălbui), Lactarius pallidus (necomestibil), Lactarius resimus (necomestibil) sau Lactarius trivialis, sin. Lactarius bertillonii var. queletii (necomestibil pentru că e prea iute, se dezvoltă numai sub foioase, cu mare drag sub castani, lamele foarte îndepărtate, buretele original cu cuticula colorată spre gri-roz, variația queletii însă este albă).
Posibilă este, de asemenea, o confundare cu două ciuperci fără suc din genul Russula: Russula delica și surata ei foarte apropiată, Russula chloroides.

## Specii asemănătoare

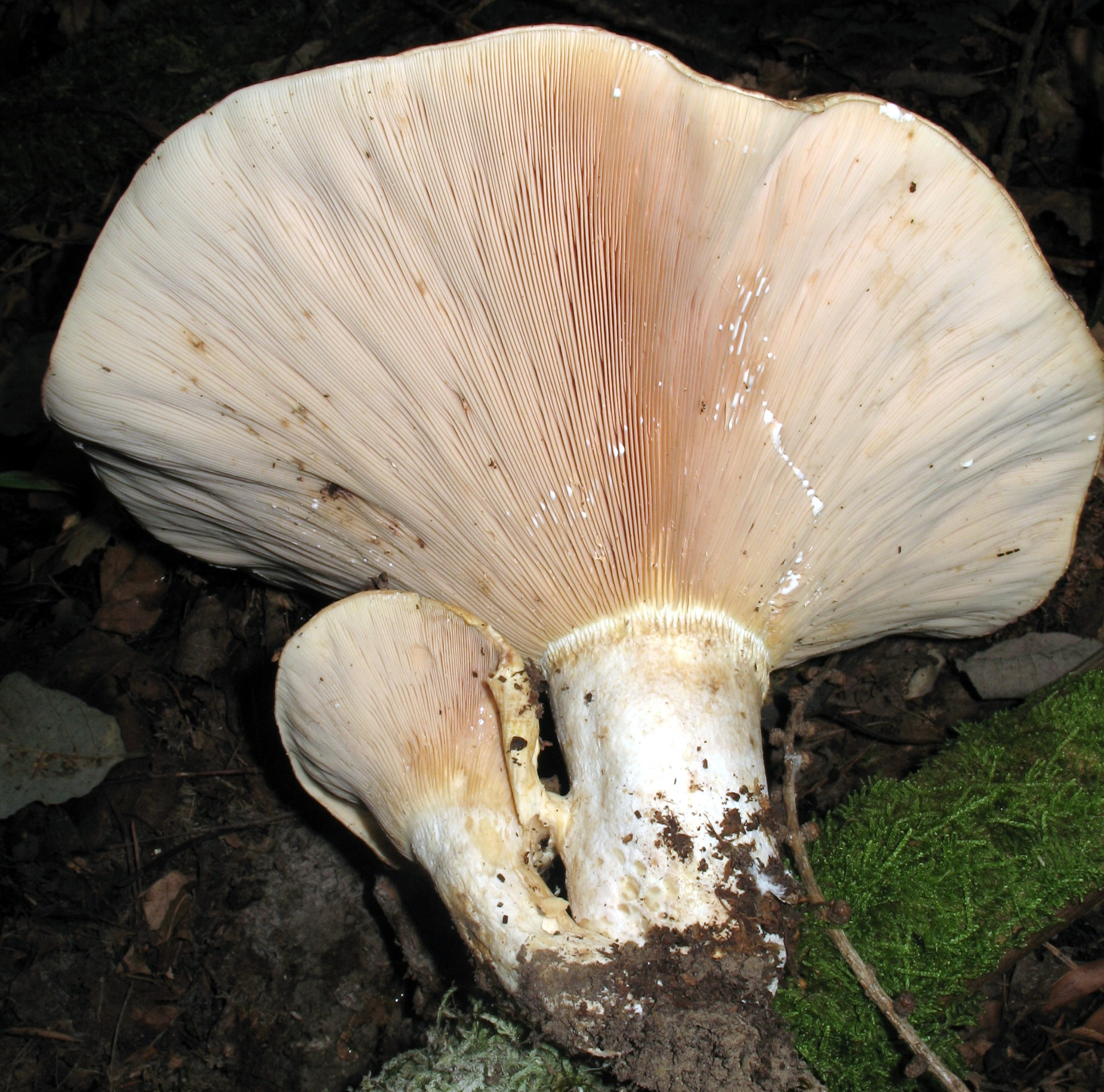
!Lactarius controversus!
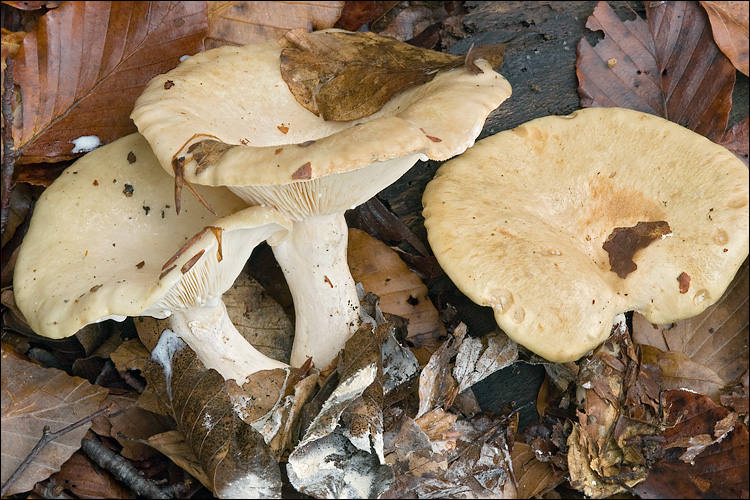
!Lactarius pallidus!
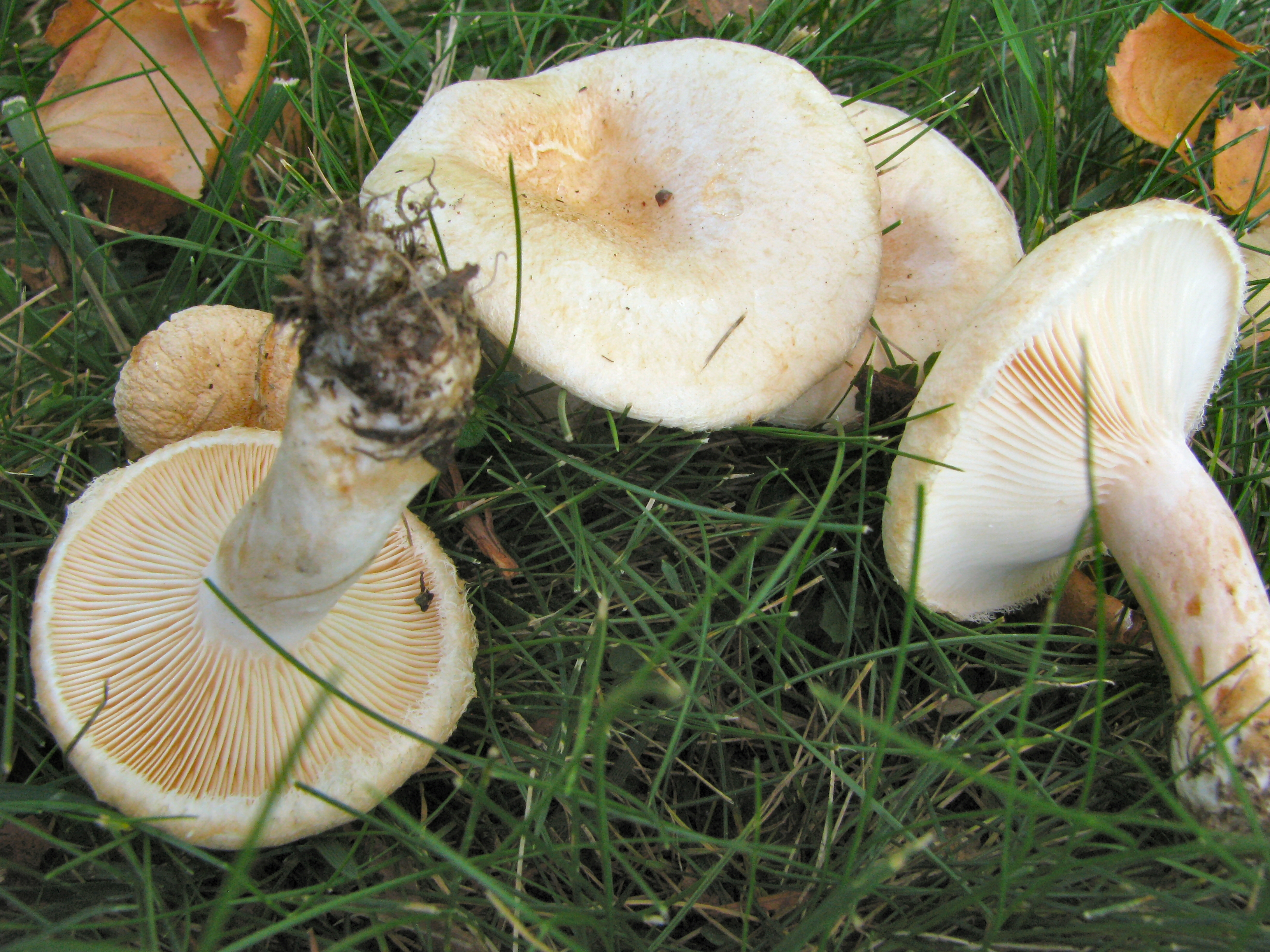
!Lactarius pubescens!
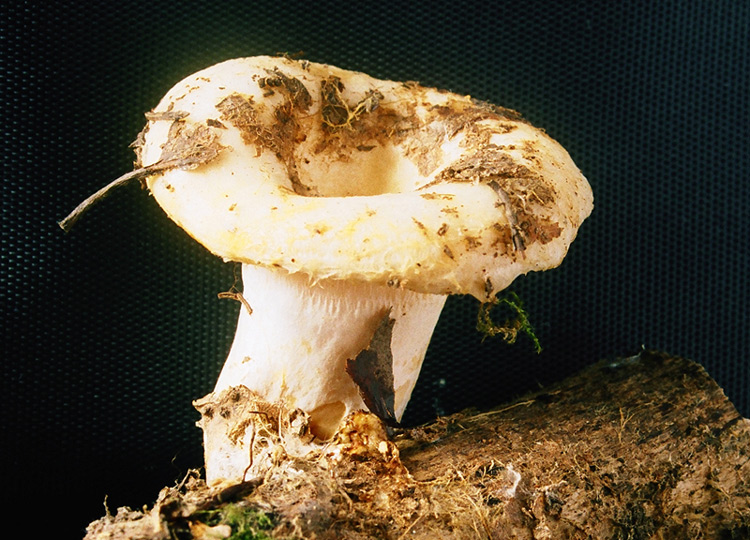
!Lactarius resimus!
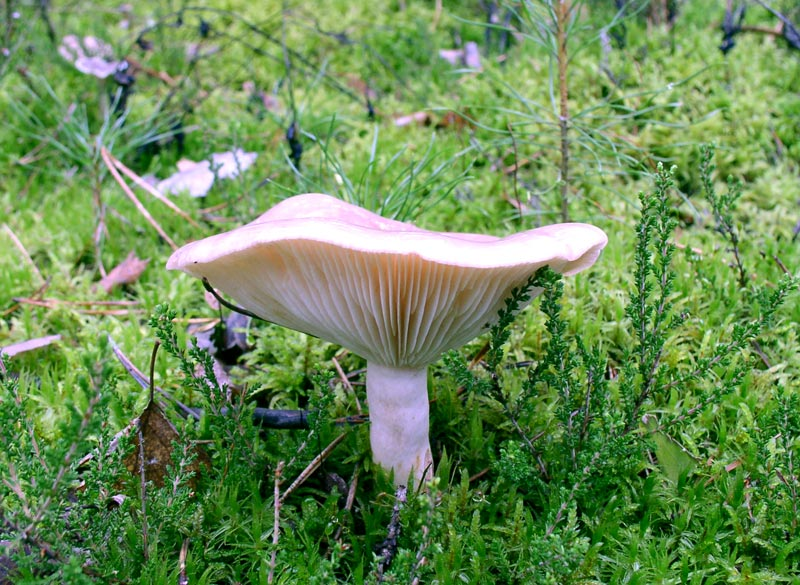
!Lactarius trivialis sin. bertillonii!
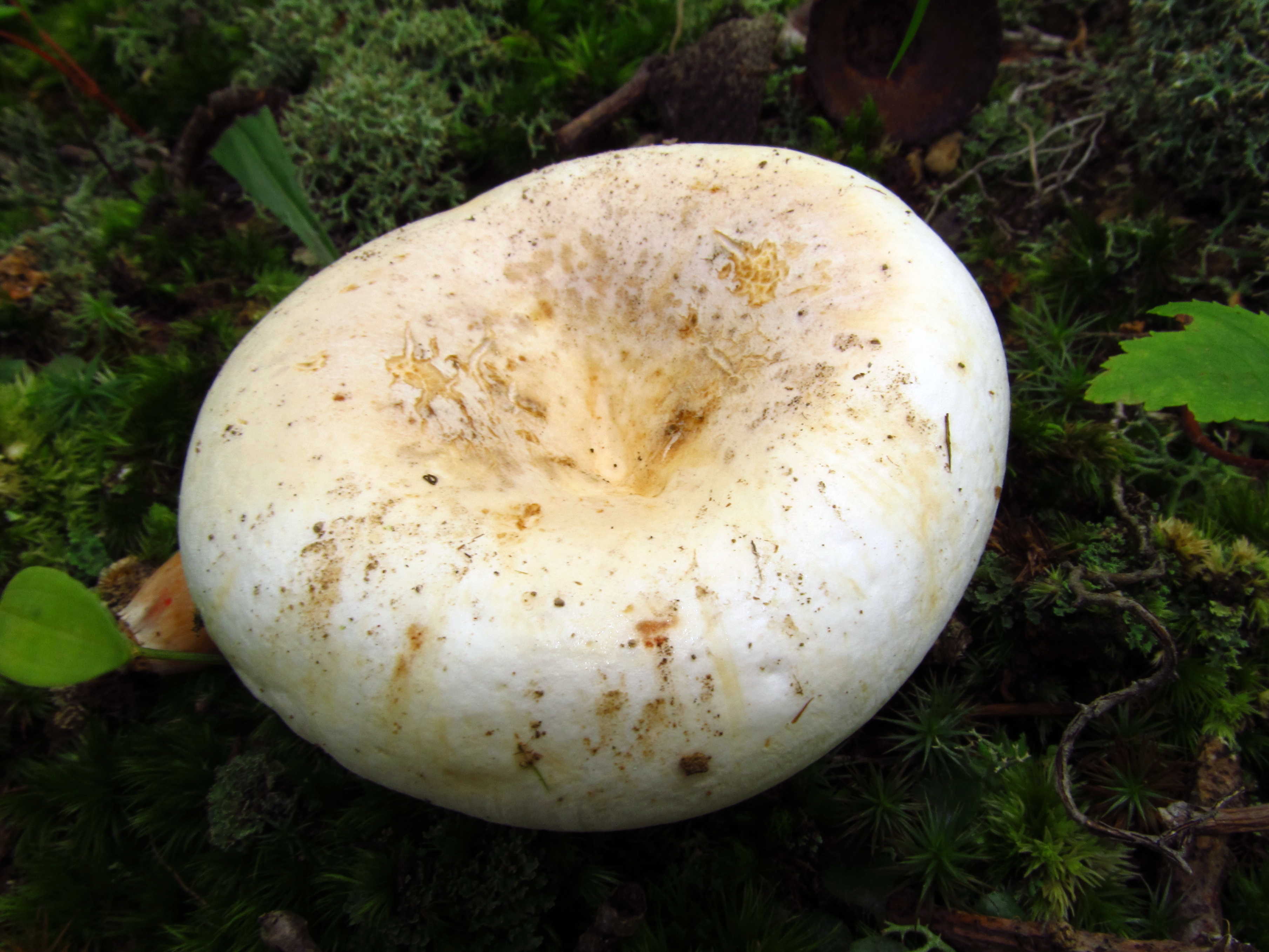
!Lactifluus glaucescens sin.Lactarius glaucescens/pergamenus!
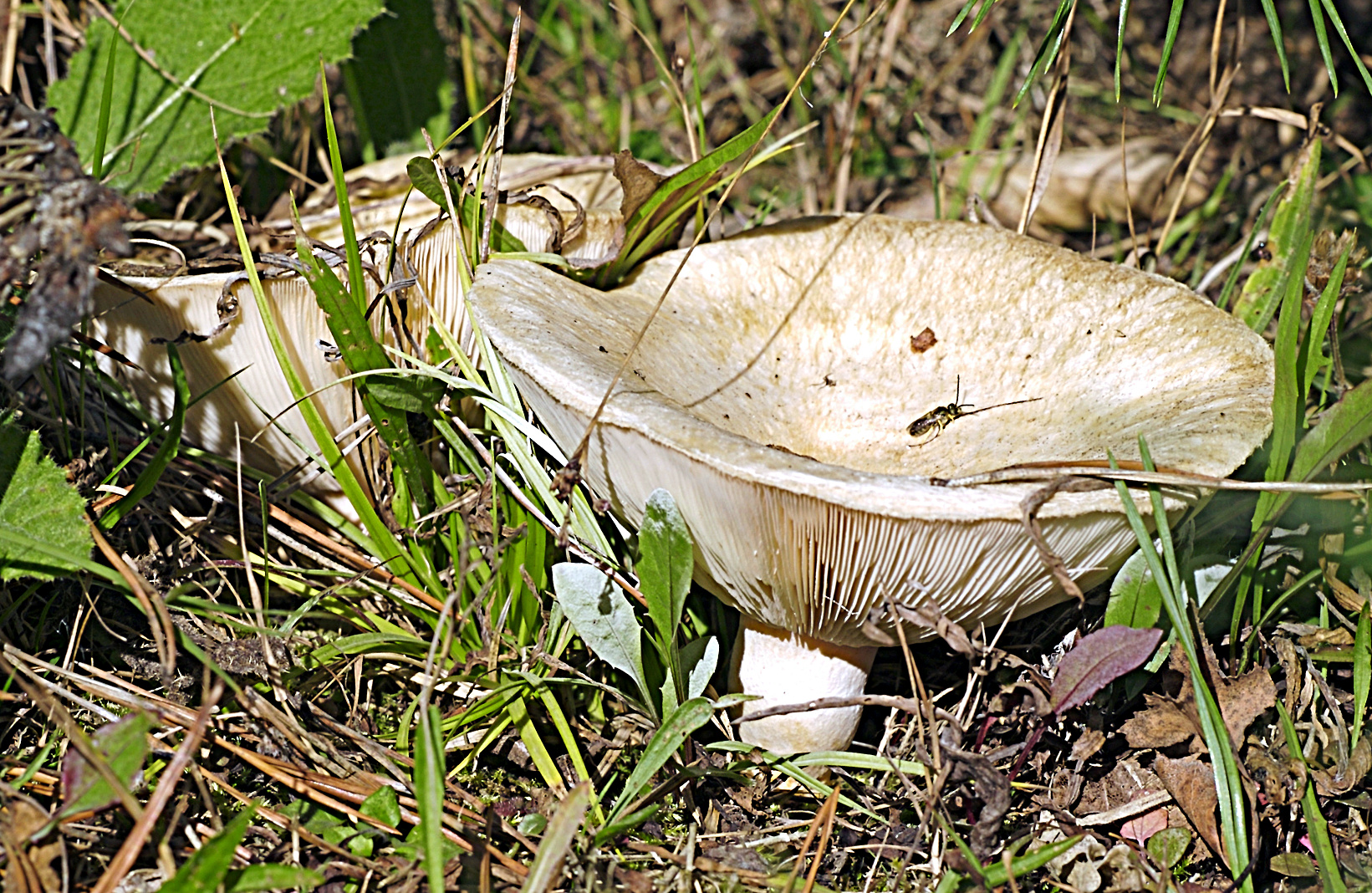
!Lactifluus vellereus sin. Lactarius vellereus!
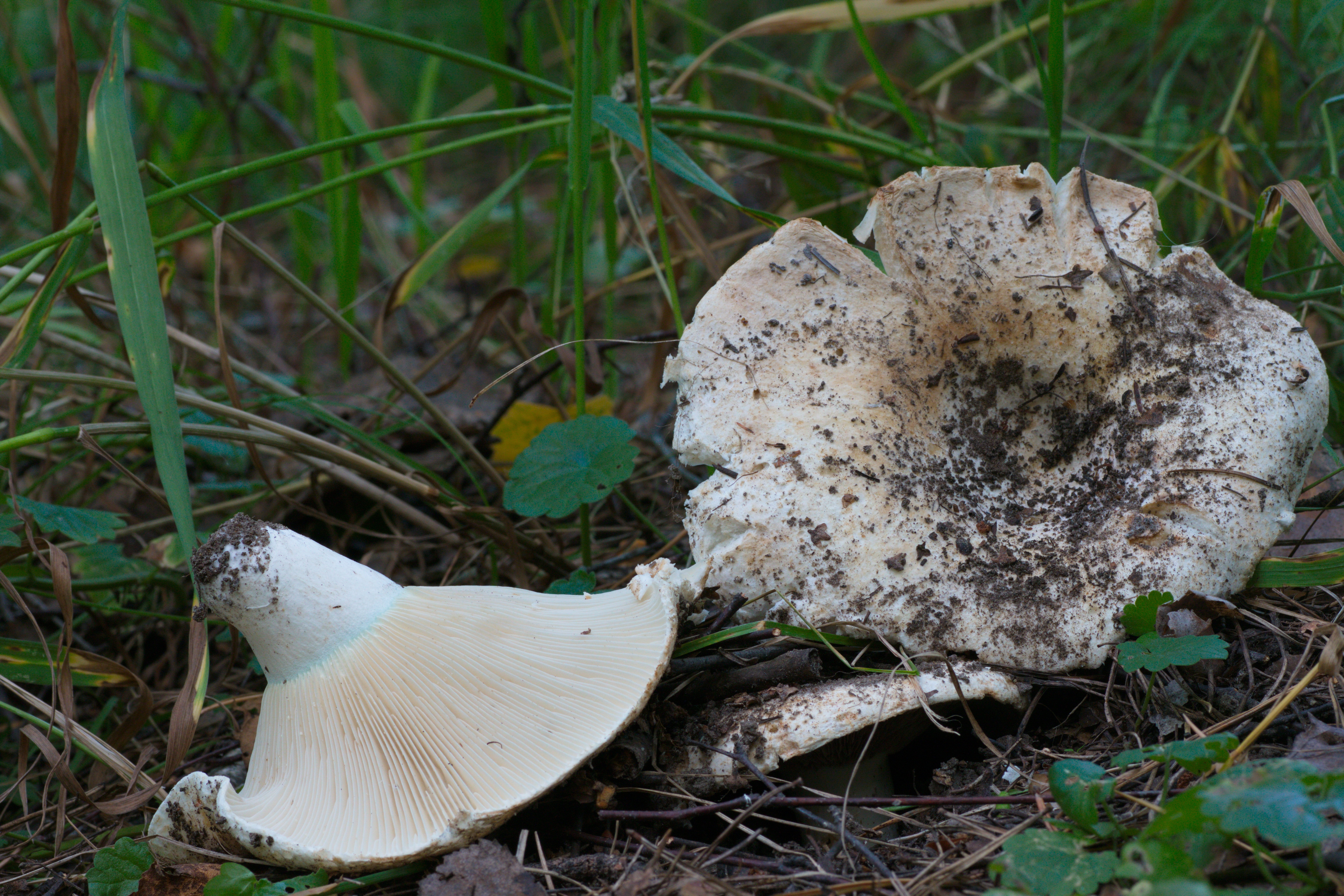
Russula chloroides
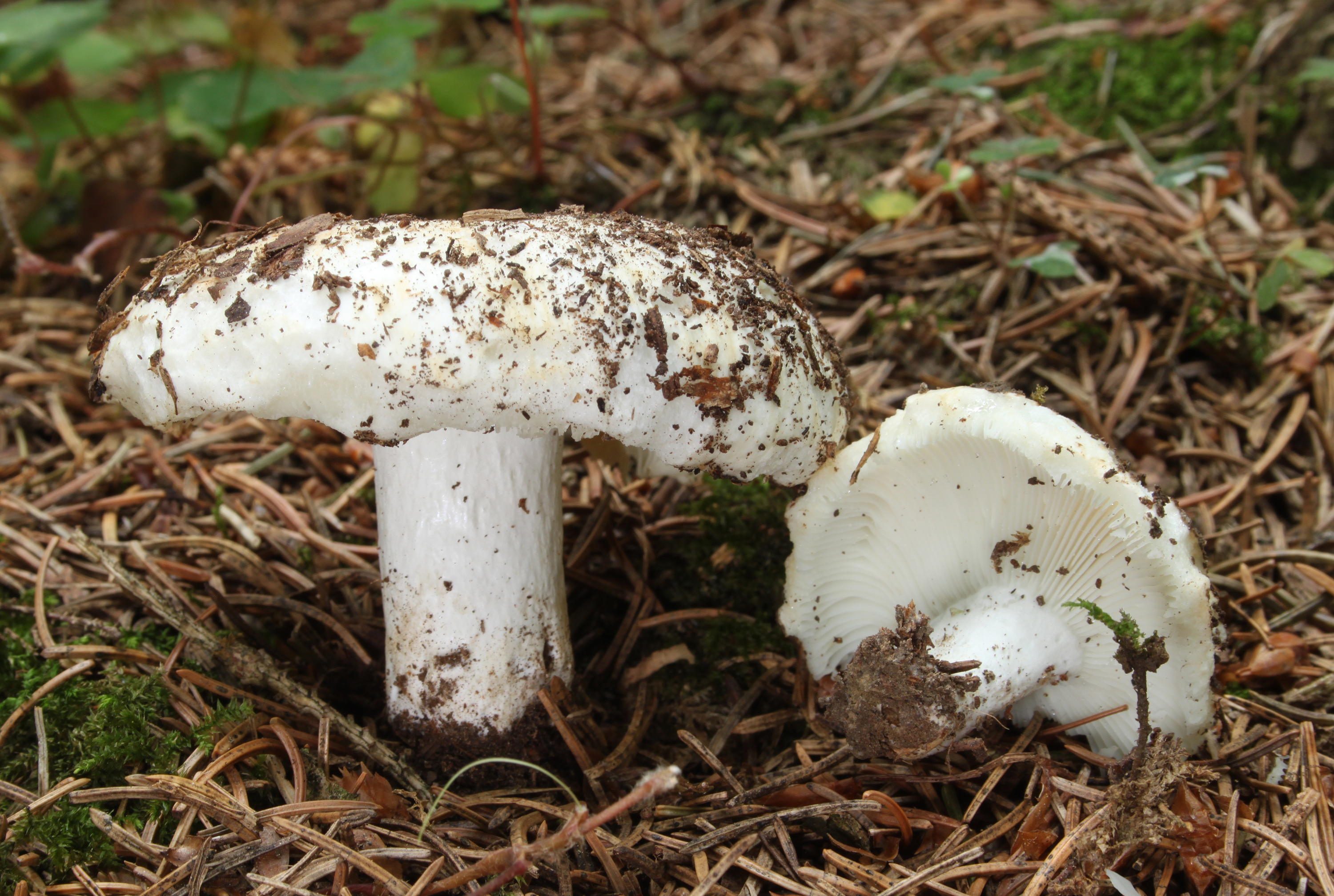
Russula delica

## Valorificare

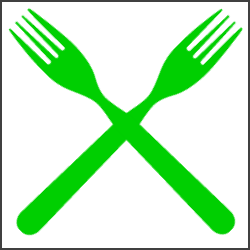

Iuțarii nu se potrivesc pentru persoane cu probleme gastrointestinale sau cu stomac sensibil, chiar dacă pierd ceva din iuțime în timpul gătirii. Bureții se păstrează întregi până la folosire, piciorul nu se taie imediat, deoarece ciuperca pierde prin el laptele și astfel se deshidratează. Se aleg numai ciuperci tinere, pentru că odată cu maturizarea crește iuțimea, căpătând în plus o variantă amară.
Lăptucile iuți pot fi folosite uscate și apoi măcinate, folosindu-se drept condiment pentru alte mâncăruri, înlocuind ardeiul iute. Tradițional, buretele este prăjit cu slănină și/sau presărat cu brânză de gust mai intens (oaie, capră), respectiv în unt cu ceapă și felii de slănină ori umplut, de exemplu, cu cașcaval și pus la cuptor, precum și fript la grătar. Mai departe, el se poate marina în diverse moduri. Conservată în sare, carnea ei capătă o culoare gri-verzuie.
O altă rețetă este cea din jurnalul „Tribuna” din secolul al XVIII-lea, denumită „Iuțari de casă mare”, cu smântână și pătrunjel.
Buretelui îi se atribuie, de asemenea, un efect diuretic și este folosit împotriva litiazei renale (pietrei de vezică urinară).

## Bibliografie

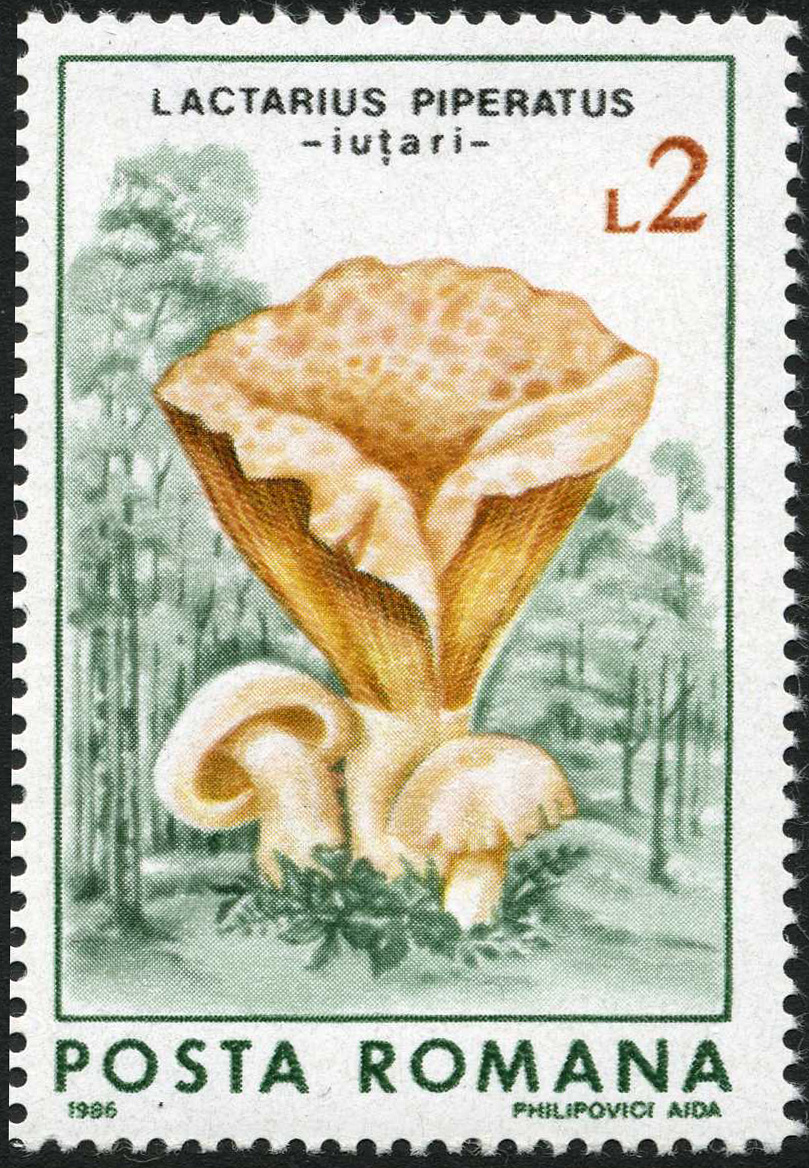
Iuțari, P. Română, 1986